# تولولت (كماسة)
تولولت هو دُوَّار يقع بجماعة كماسة، إقليم شيشاوة، جهة مراكش آسفي في المملكة المغربية. ينتمي الدوّار لمشيخة كماسة التي تضم 15 دوار. يقدر عدد سكانه بـ 610 نسمة حسب الإحصاء الرسمي للسكان والسكنى لسنة 2004.

## روابط خارجية
- البوابة الوطنية للجماعات الترابية نسخة محفوظة 12 مارس 2018 على موقع واي باك مشين.
- المندوبية السامية للتخطيط